# 이준혁 (1999년)
이준혁은 대한민국의 체스 선수이다. 체스 그랜드마스터인 알렉세이 김에 이어 대한민국에서 FIDE 레이팅이 두 번째로, 현역 선수만 포함할 경우 첫 번째로 높은 사람이다. 2019년 인터내셔널 마스터(IM) 타이틀을 취득했다. 2022년 아시안 게임의 체스 부문에 대한민국 국가대표팀으로 선발되어 활동했다.

## 생애
이준혁은 전국 체스 선수권 대회에서 2014년, 2017년, 2021년, 2024년 총 4차례 승리했다.
2014년 열린 제41회 체스 올림피아드에서 대한민국 대표로 출전해 9점 만점에 6승 2무 1패로 8점을 기록했고 퍼포먼스 레이팅은 2196를 기록했다. 이를 통해 2014년 FIDE 마스터(FM) 타이틀을 취득했다.
2016년 열린 제42회 체스 올림피아드에서 대한민국 대표로 출전해 11점 만점에 7승 4패로 7점을 기록했고 퍼포먼스 레이팅은 2340를 기록했다.
2018년 9월 열린 제1회 라오스 인터내셔널 오픈에서 공동 3위를 기록했다. 2018년 열린 제43회 체스 올림피아드에서 대한민국 대표로 출전했으며, 10점 만점에 3승 3무 4패로 4½점을 기록했고 퍼포먼스 레이팅은 2294를 기록했다.
2022년 7월 열린 제44회 체스 올림피아드에서 대한민국 대표로 출전해 9점 만점에 4승 1무 4패로 4½점을 기록했고 퍼포먼스 레이팅은 2270을 기록했다.
제44회 체스 올림피아드에서 대한민국 팀이 100위 안에 들면서 2023년 체스 월드컵에 진출했으나 1차전에서 독일의 프레데리크 스파네에게 ½-1½로 패했다. 2023년 열린 2022년 항저우 아시안 게임에서 남성부 단체전에만 출전했고, 구인정, 권세현, 안홍진, 이경석 선수와 함께 출전했다. 팀전에서 11½점으로 13개국 중 11등을 차지했다.
2024년 열린 제45회 체스 올림피아드에서 대한민국 대표로 출전해 9점 만점에 4승 3무 2패로 5½점을 기록했고 퍼포먼스 레이팅은 2556을 기록했다.